# Kara Lynn Joyce
Kara Lynn Joyce (ur. 25 października 1985 w Nowym Jorku) – amerykańska pływaczka, czterokrotna wicemistrzyni olimpijska, mistrzyni świata, mistrzyni świata (basen 25 m).
Specjalizuje się w pływaniu stylem dowolnym. Największym osiągnięciem zawodniczki są cztery srebrne medale igrzysk olimpijskich (2004, 2008) w sztafetach 4 x 100 m stylem dowolnym i zmiennym oraz mistrzostwo świata w sztafecie 4 x 200 m stylem dowolnym z Melbourne (2007).

## Osiągnięcia

### Igrzyska olimpijskie
| Olimpiada  | Data             | Konkurencja               | Rezultat    | Miejsce |
| ---------- | ---------------- | ------------------------- | ----------- | ------- |
| Ateny 2004 | 14 sierpnia 2004 | 4 x 100 m stylem dowolnym | 3:36,39 min |         |
| Pekin 2008 | 10 sierpnia 2008 | 4 x 100 m stylem dowolnym | 3:34,33 min |         |

### Mistrzostwa świata
- 2007 Melbourne -  złoto – 4 x 200 m stylem dowolnym
- 2007 Melbourne -  srebro – 4 x 100 m stylem dowolnym
- 2005 Montreal -  brąz – 4 x 100 m stylem dowolnym

### Mistrzostwa świata (basen 25 m)
- 2004 Indianapolis -  złoto – 4 x 100 m stylem dowolnym
- 2004 Indianapolis -  srebro – 4 x 100 m stylem zmiennym